# Zvezda orjakinja
Zvézda orjákinja je zvezda, ki je po velikosti v primerjavi s Sončevim premerom veliko večja, vendar tudi veliko redkejša (tisočkrat manj gostejša kot Zemljino ozračje ob morski gladini). Največja zvezda Regor (γ2 Jadra, γ2 Vel) je Wolf-Rayetova zvezda »bliščnica«, ki ima ogromen absolutni izsev in velikost približno 528 premerov Sonca. Druge pomembne orjakinje so tudi: Antares (α Škorpijona, α Sco), ki je bila še do nedavnega največja znana zvezda, Betelgeza (α Oriona, α Ori) Deneb (α Laboda, α Cyg) in druge.
Zvezda orjakinja je po masi masivnejša kot Sonce, vendar razlike niso tako velike, kot je to pri velikosti. Gibljejo se med 10 in 100 masami Sonca.
V teh zvezdah je temperatura v njihovih središčih dovolj visoka, da se zliva helij v še težje, stabilne elemente (kisik, vodik, ogljik, žveplo, silicij, ...). Te zvezde so nekakšni »plavži Vesolja«. Zaradi večje temperature se zvezda napihne v bolj ali manj stabilno stanje in se poveča.
V zadnjem času domnevajo, da so prve zvezde, ki so nastale, imele maso celo od 200 do 500 Sončevih mas, kar pomeni, da so svoje gorivo porabile v rekordnem času milijonu let. Iz teh so se razvile t. i. »hipernove«, iz katerih so nastale velike črne luknje v središčih galaksij.

## Vrste orjakinj
- običajne: orjakinje svetlostnega razreda III. V Hertzsprung-Russllovem diagramu (HRD) tvorijo niz orjakinj.
- svetle orjakinje: svetlostnega razreda II. Ležijo nad običajnimi orjakinjami.
- nadorjakinje: orjakinje svetlostnega razreda I. Zaradi njihove velike svetlosti ležijo nad svetlimi orjakinjami.
- podorjakinje: orjakinje svetlostnega razreda IV. V HRD ležijo med nizom orjakinj in glavnim nizom.